# Cheyne Beach Whaling Station

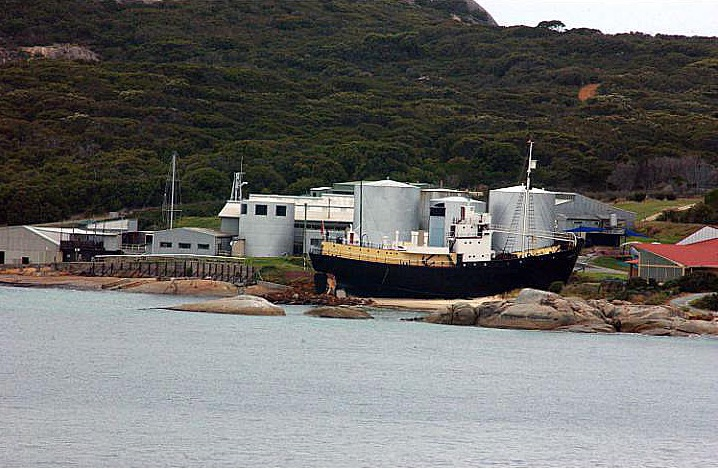
Cheyne Beach Whaling Station (2013)

Die Cheyne Beach Whaling Station (deutsch: Cheyne-Beach-Walfangstation) wird heute Albany’s Historic Whaling Station genannt. Sie ist überaus bedeutend für die Geschichte des Walfangs in Australiens.
Die bei Albany in Western Australia liegende Walfangstation hat ihre historische Wurzeln in den 1840er Jahren. Die Anlage zur Verwertung der Wale wurde 1949 mit mäßigen Erfolg in Betrieb genommen. Erst mit der Übernahme der Cheyne Beach Whaling Company Anfang der 1950er Jahre stellten sich größere Fangergebnisse ein. Von 1949 bis 1978 wurden 14.878 Wale erlegt. Alle anderen Walfangstation Australiens hatten aus wirtschaftlichen Gründen den Walfang bereits aufgegeben. Den Ausschlag für die Schließung der Cheyne Beach Whaling Station gaben allerdings auch die wochenlangen gewaltfreien Aktionen von Walfanggegnern auf See, die mit kleinen Schlauchbooten zwischen die Walfänger fuhren und den Walfang behinderten. Sie beabsichtigten, ein Zeichen zu setzen, um den australischen Walfang zu beenden, was ihnen am 20. November 1978 gelang: Die Cheyne Beach Whaling Company gab auf.
In den 1980er Jahren wurde die Walfangstation als Museum wiedereröffnet. Nach den Angaben des Museumsbetreibers soll es das einzige Museum sein, das den gesamten Prozess der Walverwertung vom Walfänger und anschließender industrieller Verwertung nachvollziehbar darstellt.

## Lage
Die Walfangstation liegt an der Frenchman Bay im King George Sound, etwa 65 Kilometer östlich von Albany. Sie wurde wie auch Cheynes Beach, eine kleine Feriensiedlung, nach dem erfolgreichen Unternehmer und Siedler George McCartney Cheyne benannt, der auch Walfänger war. Die Walfangstation liegt direkt neben dem Torndirrup-Nationalpark auf der gleichnamigen Halbinsel.

## Geschichte
Vor Cheynes Beach schwimmen im Frühjahr und Winter Buckelwale und Februar bis Mai große Fischschwärme von Lachsen. Dies lockte schon früh Walfänger und auch Angler an.
Walfänger harpunierten bereits in den 1840er Jahren vom Strand vor Cheynes Beach Wale. Sie stellten Walöl aus dem Walspeck her und entnahmen die Barten großer Wale, die als Fischbein verwertet wurden. In den 1920er Jahren begann die Familie Westermann am Cheynes Beach mit dem kommerziellen Fischfang am Strand. 1946 baute der Fischer Charlie Westerberg das erste Ferienhaus am Strand, da immer mehr Touristen dort Urlaub machten.
Kurze Zeit betrieb eine Albany Whaling Company den Walfang am Cheynes Beach. 1952 baute die Cheyne Beach Whaling Compagy eine Walfangstation auf und begann die industrielle Verwertung der erlegten Buckelwale. Im ersten Jahr war der Walfang auf höchstens 50 Buckelwalexemplare beschränkt. Im Jahr 1954 wurden 1016 Tonnen Tran aus 120 erlegten Walen verkauft. Das war die gesamte Jahresproduktion der Walfängerstation, die damals einen Wert von 100.000 Australischen Pfund erreichte.
Als im Jahr 1962 die Fangquote der Buckelwale dramatisch zurückging, wurden stattdessen Pottwale harpuniert. Im Jahr 1970 wurden 764 Pottwale erlegt und verwertet, dabei stieg der Nettogewinn des Unternehmens von 100.362 für 1969 auf 304.329 Australische Dollar im Jahr 1970.

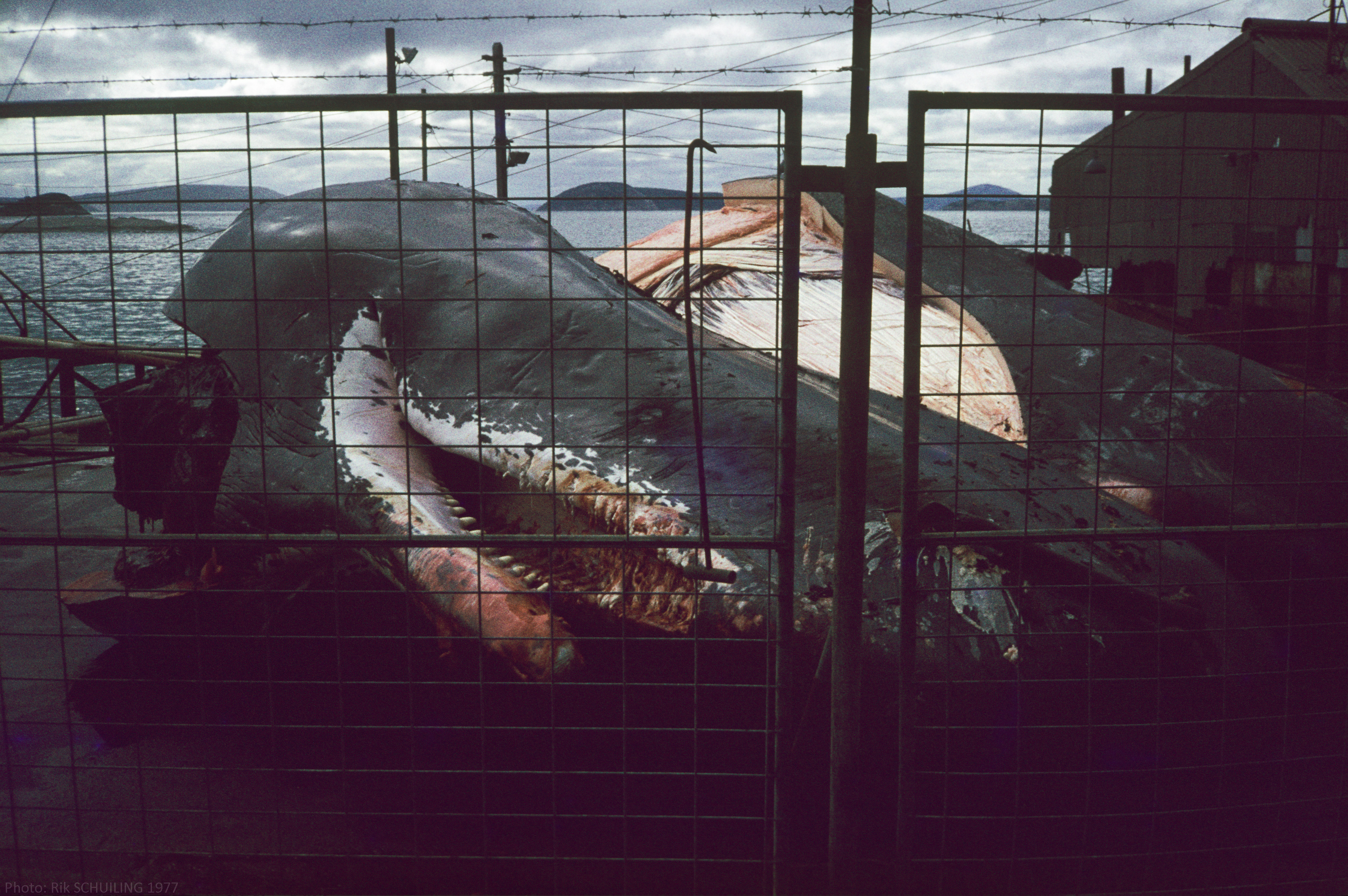
Harpunierter Pottwal an der Rampe(1977)
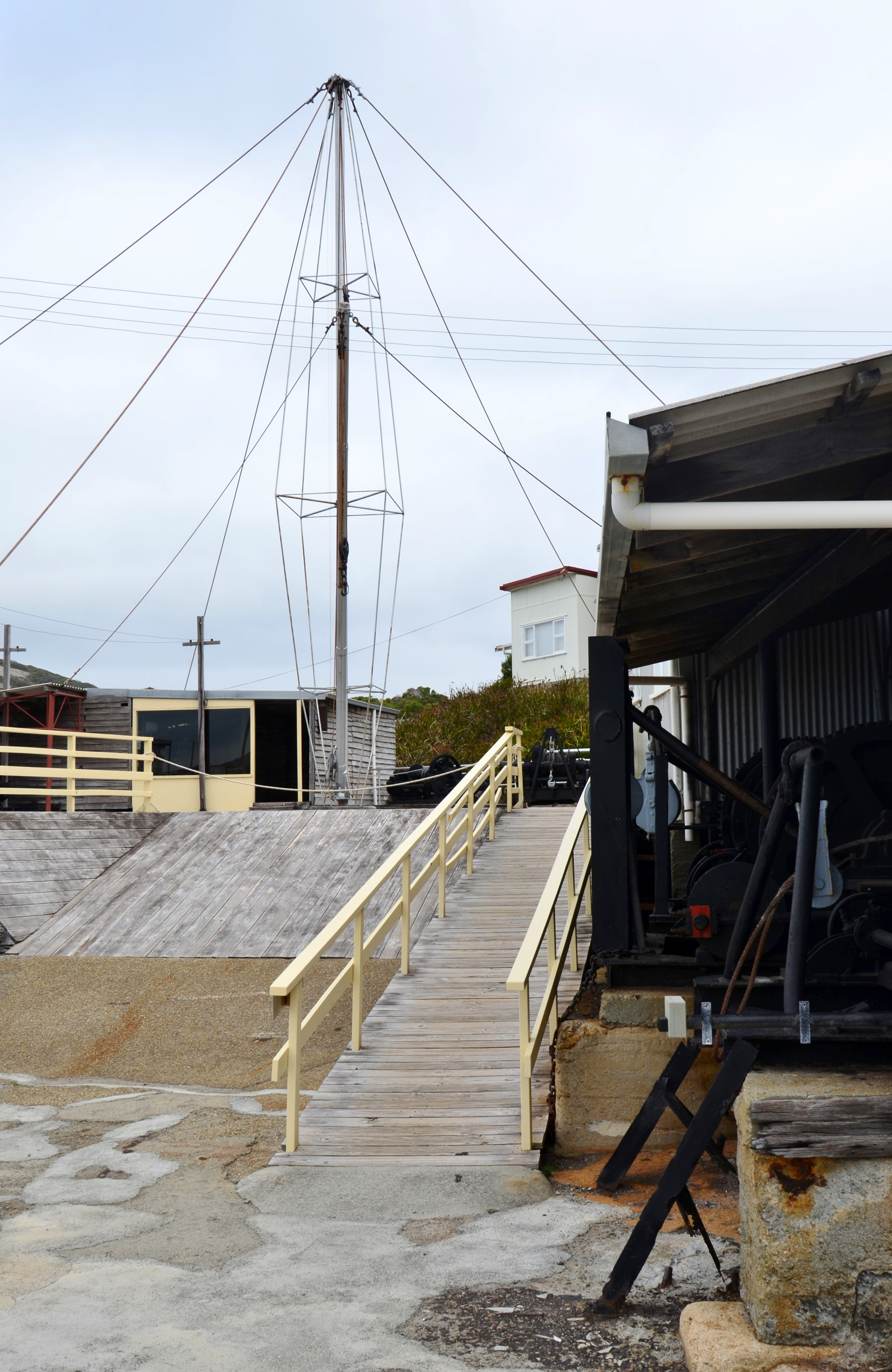
Rampe zum Flensdeck (Zerlegeplatz)
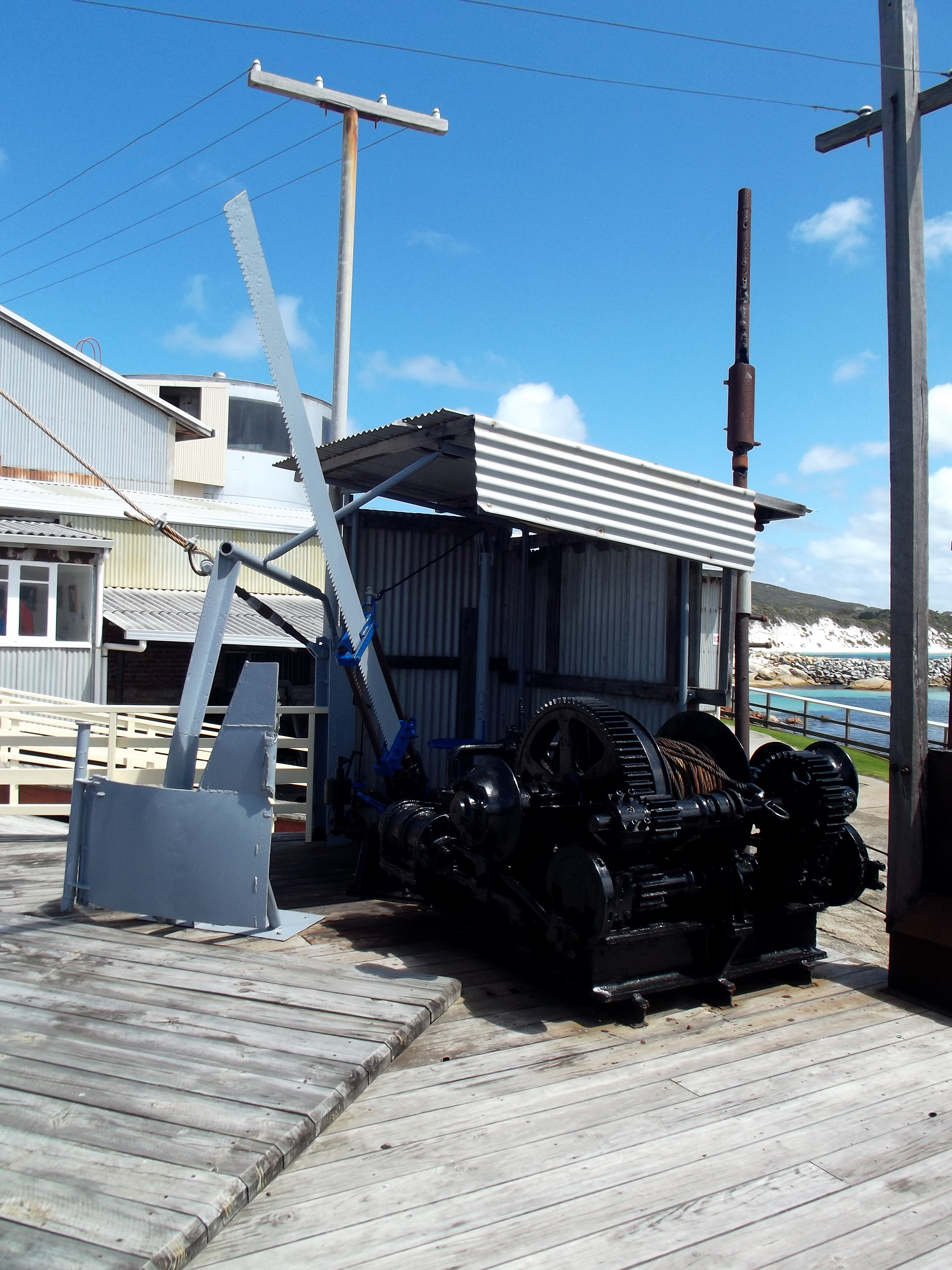
Dampfgetriebene Säge zum Abtrennen der Walköpfe
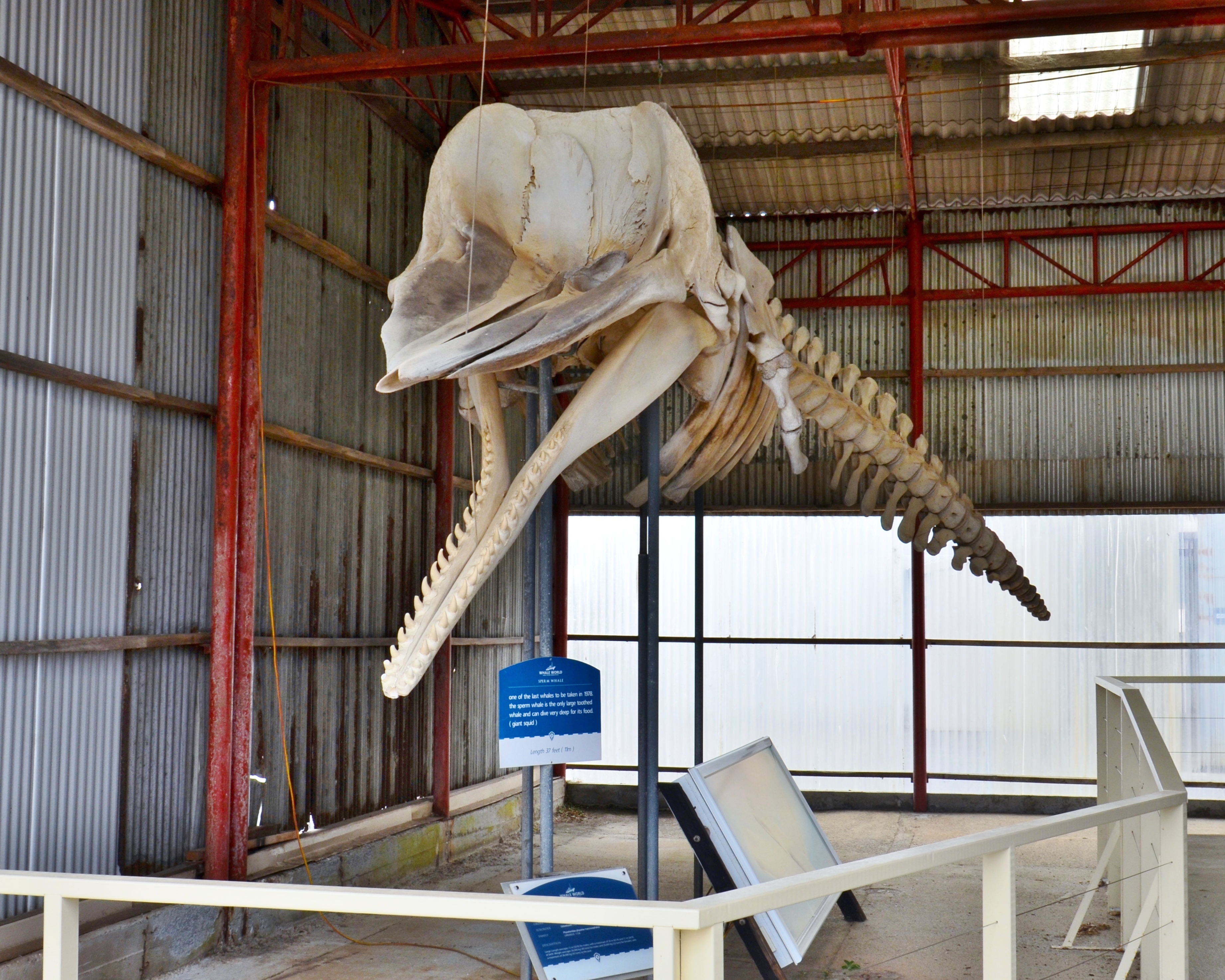
Skelett eines Pottwals

## Walfangende
Die erste gewaltfreie Aktion gegen die letzte aktive Walfangstation Australiens begann am 28. August 1977. Mit einem Zodiac-Schlauchboot, bis zu 30 Seemeilen vor der Küste, setzen sich Walfanggegner wochenlang zwischen die Harpunen von drei Walfangschiffen, die Pottwale jagten. Unter den Walfanggegnern waren Mitglieder von Greenpeace Australia Pacific, der späteren weltweit aktiven Organisation Greenpeace. Ihnen war Erfolg beschieden, denn am 20. November 1978 fand der letzte Walfang statt, den die Cheynes Beach Whaling Company durchführte. Dabei wurde der letzte Wal in australischen Gewässern harpuniert. Damals endete die Walindustrie von Albany und etwa 100 Personen wurden arbeitslos. Die Aktivisten waren Jonny Lewis, Bob Hunter, Tom Barber († 2017), Jean-Paul Gouin und die amerikanische Touristin Aline Chaney, die später Barber heiratete.

## Nachwirken
Der australische Autor und Journalist Chris Pash schrieb ein Buch The Last Whale (Der letzte Wal) über den Walfang Australiens, das 2008 erschien. Darin spielt neben der Gründung von Greenpeace die Schließung der Cheynes Beach Whaling Company und die Auseinandersetzung von Greenpeaceaktivisten, der Fischindustrie und Fischer eine zentrale Rolle. Dieses Buch kam 2009 in die engere Auswahl für den Frank Broeze Memorial Maritime History Book Prize, ein Preis für bedeutende Literatur über die Geschichte der Seefahrt.

## Walfangmuseum
Das Museum wurde nach der Schließung der Walfangstation im Jahr 1980 als Whale World eröffnet. Laut Museumsbetreiber soll es das einzige Museum sein, das den gesamten Prozess des Walverwertung vom Walfänger über den Weg an die Rampe bis zum Zerlegeplatz, zur Kocherei des Specks und die weitere Verwertung des Walfleisches und der Knochen nachvollziehbar darstellt.

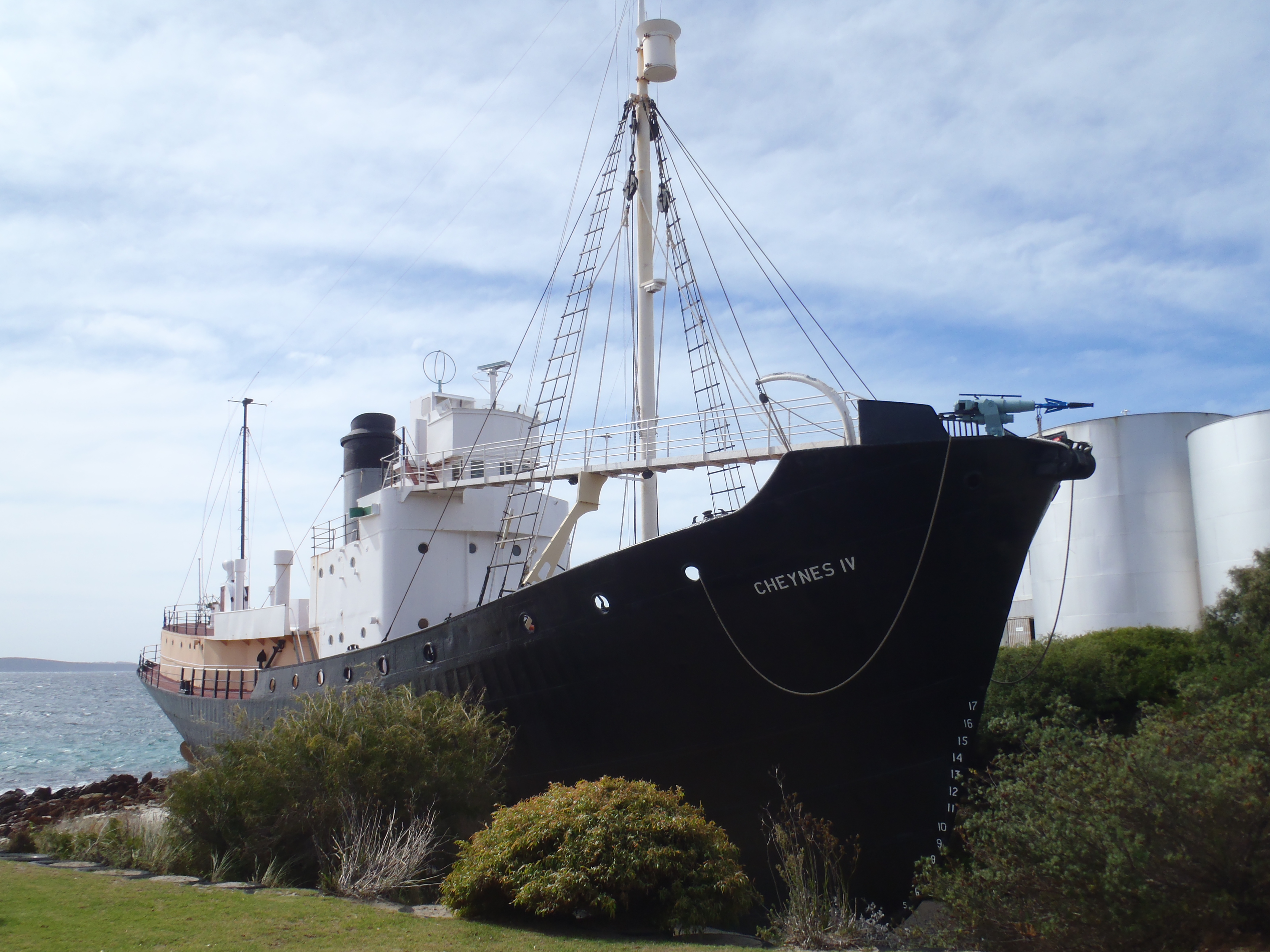
Walfänger, das Schiff Cheynes IV am Museum
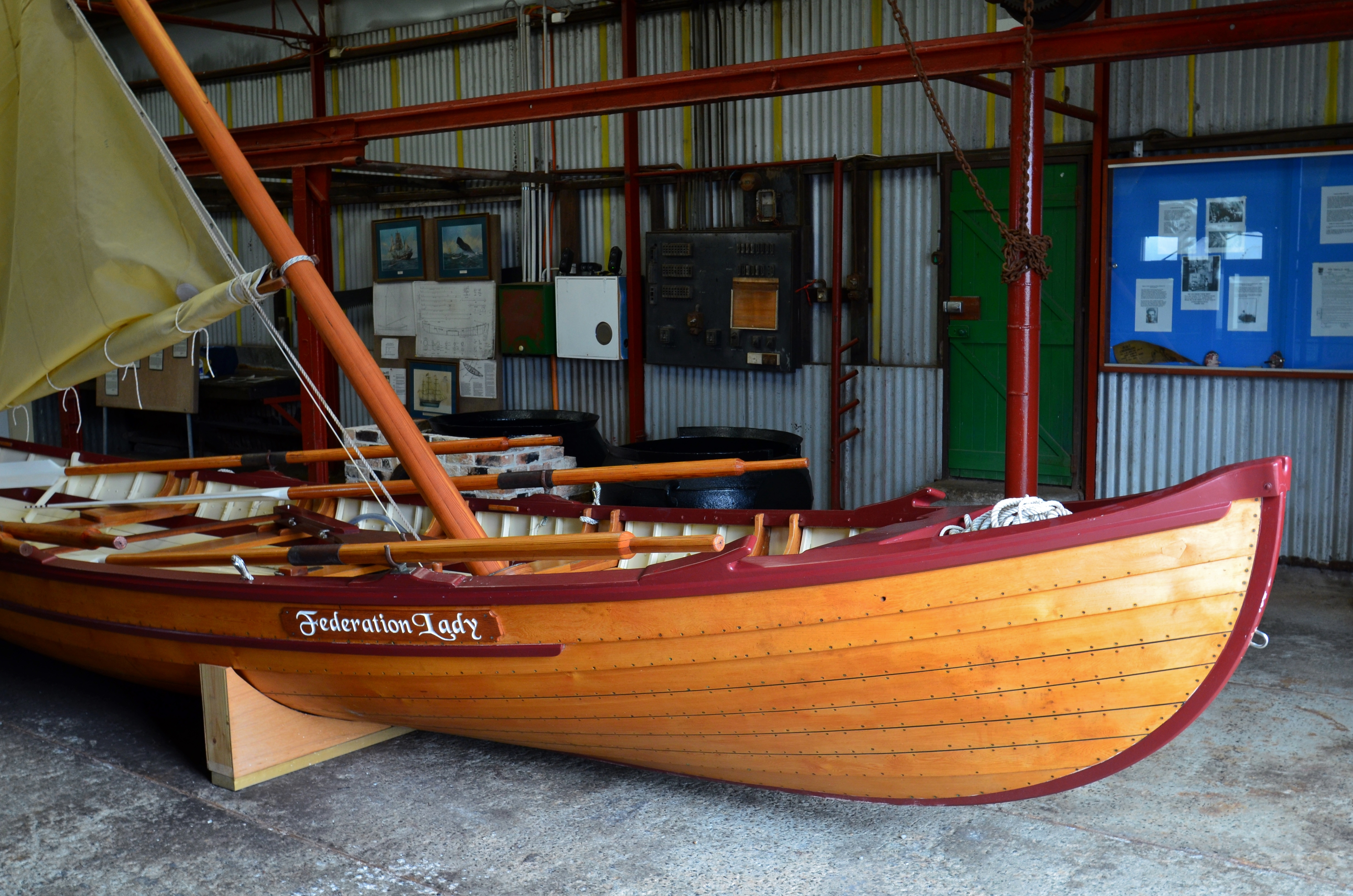
Walfangboot (Nachbau), von dem aus harpuniert wurde
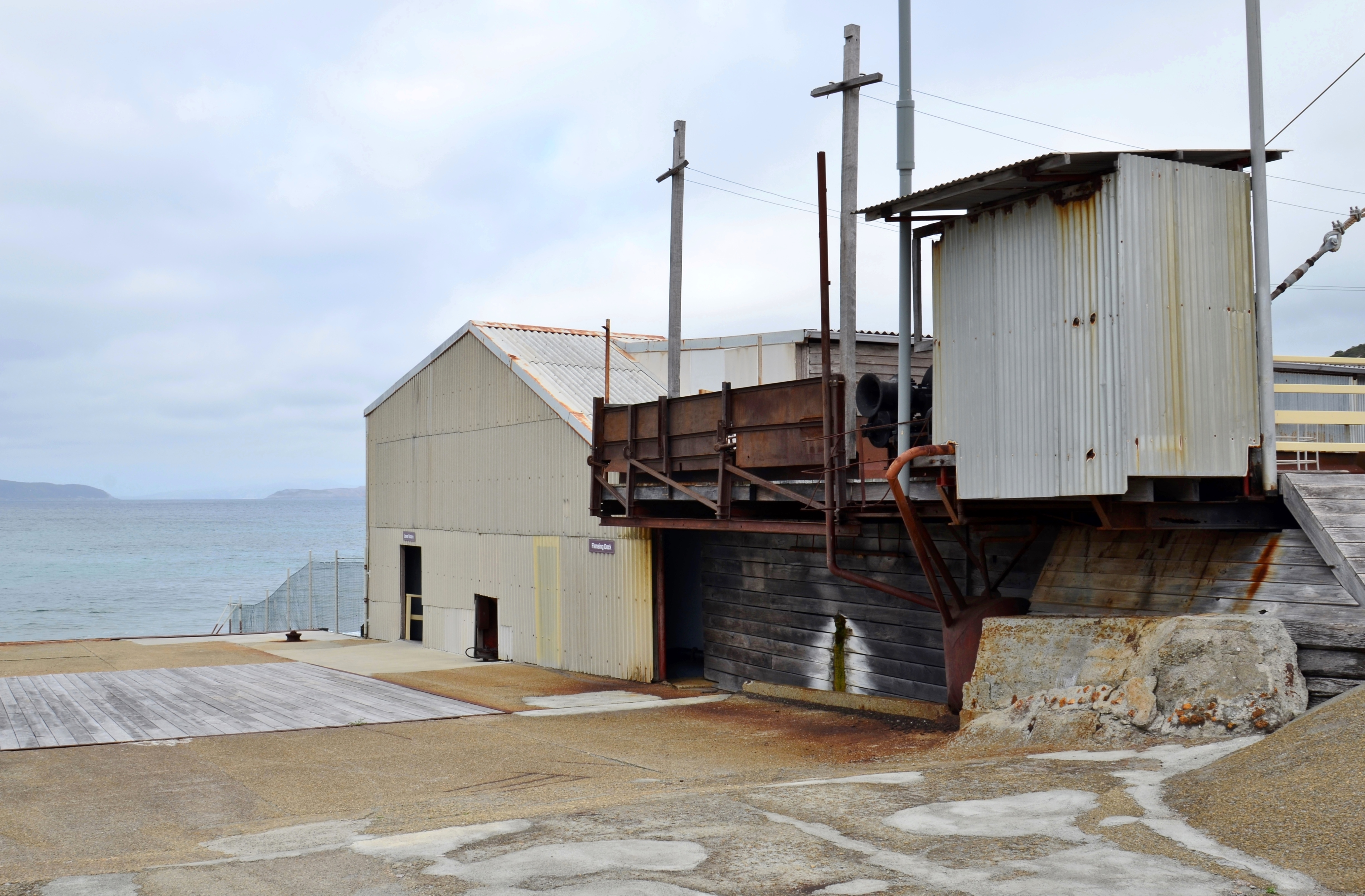
Wal-Zerlegeplatz
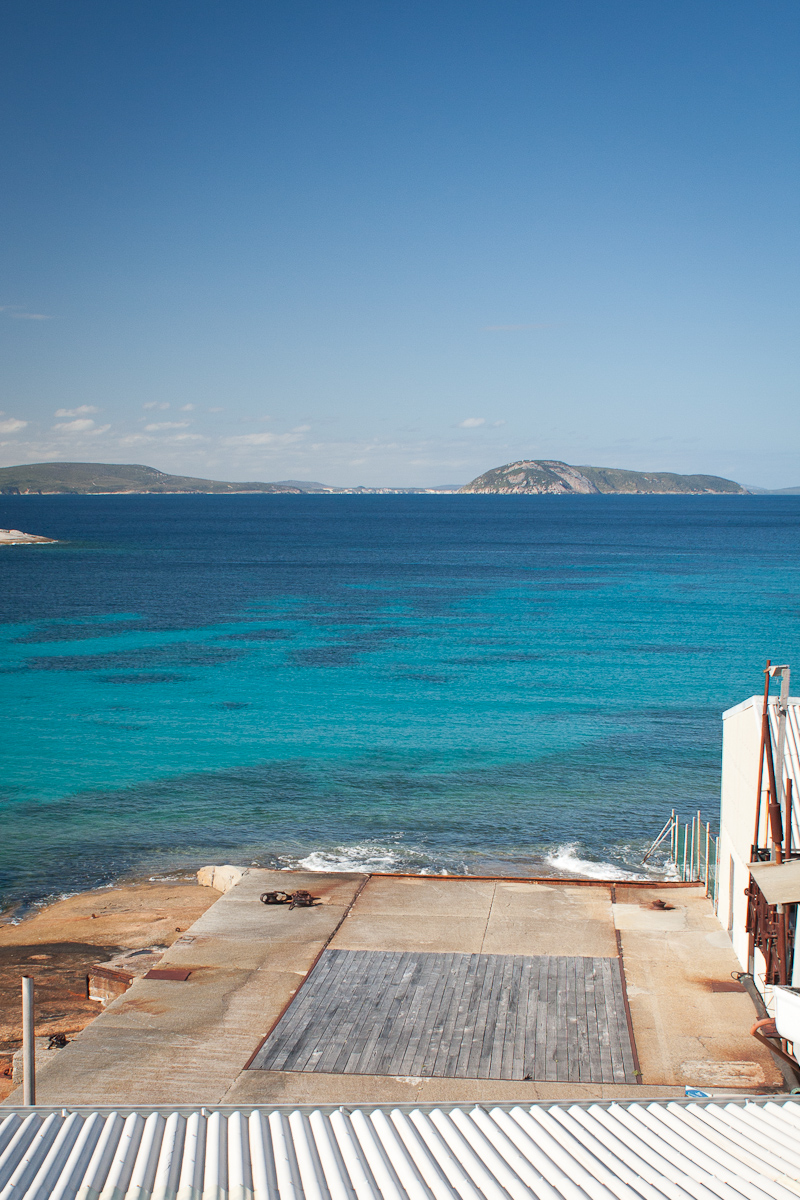
Rampe zum Anlanden der Wale
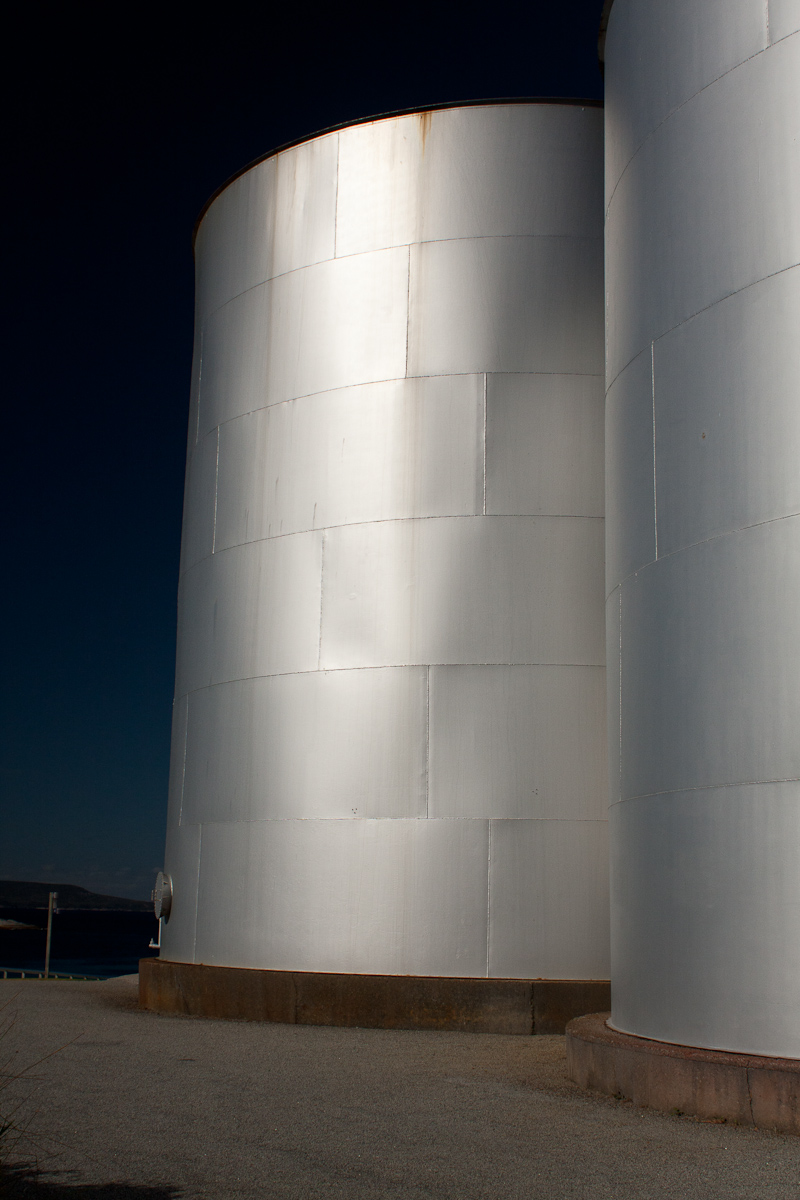
Tanks für Tran